# Velennes (Oise)
Velennes és un municipi francès, situat al departament de l'Oise i a la regió dels Alts de França. L'any 2007 tenia 260 habitants.

## Demografia

### Població
El 2007 la població de fet de Velennes era de 260 persones. Hi havia 96 famílies de les quals 12 eren unipersonals (8 homes vivint sols i 4 dones vivint soles), 32 parelles sense fills, 36 parelles amb fills i 16 famílies monoparentals amb fills.
La població ha evolucionat segons el següent gràfic:
Habitants censats

### Habitatges
El 2007 hi havia 98 habitatges, 94 eren l'habitatge principal de la família i 4 estaven desocupats. 95 eren cases i 2 eren apartaments. Dels 94 habitatges principals, 75 estaven ocupats pels seus propietaris, 16 estaven llogats i ocupats pels llogaters i 3 estaven cedits a títol gratuït; 5 tenien dues cambres, 3 en tenien tres, 25 en tenien quatre i 61 en tenien cinc o més. 78 habitatges disposaven pel capbaix d'una plaça de pàrquing. A 30 habitatges hi havia un automòbil i a 60 n'hi havia dos o més.

### Piràmide de població
La piràmide de població per edats i sexe el 2009 era:
| Homes | Edats   | Dones |
| ----- | ------- | ----- |
| 0     | 95 o +  | 0     |
| 0     | 90 a 94 | 0     |
| 0     | 85 a 89 | 0     |
| 0     | 80 a 84 | 0     |
| 0     | 75 a 79 | 4     |
| 0     | 70 a 74 | 8     |
| 8     | 65 a 69 | 0     |
| 0     | 60 a 64 | 0     |
| 4     | 55 a 59 | 0     |
| 0     | 50 a 54 | 12    |
| 8     | 45 a 49 | 4     |
| 24    | 40 a 44 | 20    |
| 20    | 35 a 39 | 28    |
| 12    | 30 a 34 | 8     |
| 8     | 25 a 29 | 8     |
| 12    | 20 a 24 | 8     |
| 16    | 15 a 19 | 16    |
| 12    | 10 a 14 | 28    |
| 0     | 5 a 9   | 24    |
| 0     | 0 a 4   | 4     |

## Economia
El 2007 la població en edat de treballar era de 191 persones, 139 eren actives i 52 eren inactives. De les 139 persones actives 131 estaven ocupades (70 homes i 61 dones) i 8 estaven aturades (3 homes i 5 dones). De les 52 persones inactives 22 estaven jubilades, 23 estaven estudiant i 7 estaven classificades com a «altres inactius».

### Ingressos
El 2009 a Velennes hi havia 92 unitats fiscals que integraven 267 persones, la mediana anual d'ingressos fiscals per persona era de 20.557 €.

### Activitats econòmiques
Dels 2 establiments que hi havia el 2007, 1 era d'una empresa d'informació i comunicació i 1 d'una empresa de serveis.
L'any 2000 a Velennes hi havia 5 explotacions agrícoles.

## Equipaments sanitaris i escolars
El 2009 hi havia una escola elemental integrada dins d'un grup escolar amb les comunes properes formant una escola dispersa.

## Poblacions més properes
El següent diagrama mostra les poblacions més properes.